# Кантё (игра)
Кантё (яп. カンチョー Кантё:) — игра японских детей и младших школьников. Играющий складывает вместе ладони с вытянутыми указательными пальцами и пытается вонзить их в анус противнику, когда тот занят чем-нибудь другим и не замечает нападающего. Название игры происходит от японского слова 浣腸 кантё:, означающего «клизма». В данном значении слово обычно пишется иероглифами, в значении «игра» — катаканой. Кантё известно также в Южной Корее под названием «ттончхим» (кор. 똥침) и на Филиппинах как «bembong».
Несмотря на то, что игра была распространена среди японских детей, в остальном мире о ней не знали до 2000-х годов, когда кантё было продемонстрировано в аниме и манге «Наруто», где оно называлось «техникой „Тысяча лет боли“» (яп. 千年殺し сэннэн гороси). Среди европейцев, незнакомых с подобными практиками, даже появилось мнение, что своим появлением и распространением кантё обязано этой манге, хотя она отражала уже существующую действительность. В 2001 году корейская компания Taff System выпустила для японского рынка «симулятор кантё» — аркадную игру Boong-Ga Boong-Ga. Она получила некоторое внимание на Токийской игровой выставке 2000 года, однако немногочисленные западные обозреватели сочли её весьма странной.
Несмотря на то, что кантё в целом рассматривается как безобидная детская шалость, оно может быть сочтено сексуальным домогательством. Кроме того, для нападающего существует риск повредить пальцы, пытаясь воткнуть их в анус жертвы, для которой, в свою очередь, подобное действие может быть неприятным и болезненным.